# Принц од Бразила
Принц од Бразила (женски род: принцеза од Бразила; португалски: Príncipe do Brasil; женски род: Princesa do Brasil) била је царска титула Царства Бразила, додељивана синовима или кћерима цара и других династа царске породице који су били а не привидни или претпостављени престолонаследник. Такође се користио за означавање унука или унуке у мушкој линији владајућег монарха, уз неке изузетке.
Принц или принцеза од Бразила обично су имали право на стил Височанства, осим принца Империјал и принца од Грао-Пара, који су ословљавани са Царско Височанство. Принчевима или принцезама који су носили додатне титуле вишег статуса обраћали би се стилом повезаним са највишом титулом коју су поседовали.  Од споразума између француске куће Орлеанс и бразилске куће Орлеанс-Браганза 1909. године, бразилски принчеви у линији сукцесије бившег француског престола носе титулу принца од Орлеанс-Браганза у стилу Краљевског Височанства. Оним принчевима са вишим бразилским титулама може се обраћати стилом који је повезан са тим титулама, у вези са њиховим француским краљевским титулама и стиловима; на пример, Његово царско и краљевско височанство принц Луиз од Орлеанс-Браганце . 

## Привилегије
Принц или принцеза Бразила би добијали финансијску помоћ од рођења до смрти, осим ако се не удају за супружника рођеног у иностранству или се одселе из земље. 